# 관계형 모델
관계형 모델(relational model)은 술어 논리와 집합론에 기반을 둔 일종의 데이터베이스 모델이다. 이 모델은 에드거 커드(Edgar Codd)에 의해 최초로 제안되고 체계화되었다. 그는 당시 데이터베이스 질의를 표현하거나 무결성 원칙을 실시하기 위한 컴퓨터 프로그램을 작성할 필요를 완전성의 손실 없이 제거하고자 하는 목적도 가지고 있었다.

## 같이 보기
- 질의 언어
  - 데이터베이스 질의 언어